# Józsefváros
Sectorul al VIII-lea din Budapesta sau Józsefváros (în germană Josephstadt, în trad. "Orașul lui Iosif") este un sector (a nu se confunda cu cartierul cu același nume) situat pe malul estic al Dunării, în imediata vecinătate a centrului Budapestei (Belváros-Lipótváros,"Centrul orașului-Orașul lui Leopold").

## Nume
Józsefváros poartă numele împăratului Iosif al II-lea.

## Obiective
În această parte a orașului se găsește Liceul Piariștilor, Facultatea de Drept a Universității Petrus Pázmány, precum și sediul Radioului Maghiar.

## Orașe / Cartiere înfrățite
- Josefstadt, Viena, Austria
- Cartierul Iosefin, Timișoara, România

| Sectoarele Budapestei |
| --- |
| I \| II \| III \| IV \| V \| VI \| VII \| VIII \| IX \| X \| XI \| XII \| XIII \| XIV \| XV \| XVI \| XVII \| XVIII \| XIX \| XX \| XXI \| XXII \| XXIII |